# Nattawut Munsuwan
Nattawut Munsuwan (* 24. Mai 1998), auch als Phai bekannt, ist ein thailändischer Fußballspieler.

## Karriere
Nattawut Munsuwan erlernte das Fußballspielen in der Jugend vom Police Tero FC in Bangkok. Hier unterschrieb er im Januar 2019 auch seinen ersten Vertrag. Mit dem Verein spielte er in der zweiten Liga, der Thai League 2, wo er 13 Spiele absolvierte. Mit dem Club wurde er 2019 Vizemeister und stieg somit in die erste Liga auf. Sein Erstligadebüt gab er am 26. Februar 2020, als er am dritten Spieltag der Saison 2020 gegen BG Pathum United FC für Kirati Keawsombat in der 73. Minute eingewechselt wurde. Am Ende der Saison 2023/24 belegte er mit Police Tero den 15. Tabellenplatz und musste somit in die zweite Liga absteigen. Nach dem Abstieg verließ er den Verein und schloss sich im Juli 2024 dem Erstligisten Lamphun Warriors FC an. Nach neun Ligaspielen wechselte er im Januar 2025 auf Leihbasis zum Zweitligisten Chiangmai United FC. Nach der Ausleihe, in der er elf Ligaspiele bestritt, kehrte er im Sommer 2025 zu den Warriors zurück.

## Erfolge
Police Tero FC
- Thailändischer Zweitligavizemeister: 2019  ▲